# Fyraåringseliten
Fyraåringseliten är ett årligt travlopp för fyraåriga varmblod som körs på Solvalla i Stockholm. Loppet går av stapeln under samma tävlingsdag som Elitloppet i maj varje år. Loppet körs över sprinterdistansen 1640 meter med autostart. Förstapris (sedan 2004) är 500 000 kronor, vilket gör loppet till ett av de större fyraåringsloppen i Sverige. Loppet är ett Grupp 2-lopp, det vill säga ett lopp av näst högsta internationella klass.
I 2020 års upplaga av loppet segrade obesegrade Ecurie D. tillsammans med Erik Adielsson på tiden 1.09,2, vilket var nytt svenskt rekord. Segertiden slogs redan året efter av Sister Sledge och Örjan Kihlström, som segrade på tiden 1.09,1.

## Vinnare
| År   | Häst               | Kusk                   | Tränare               | Odds  | Tid    | Tvåa               | Trea             |
| ---- | ------------------ | ---------------------- | --------------------- | ----- | ------ | ------------------ | ---------------- |
| 2025 | Free Time Jepson   | Alessandro Gocciadoro  | Alessandro Gocciadoro | 4,46  | 1.09,5 | Keep Asking        | Life on the Bluf |
| 2024 | Devilish Hill      | Magnus Teien Gundersen | Geir Vegard Gundersen | 15,21 | 1.09,3 | Crown              | Holcombe Zet     |
| 2023 | Double Deciever    | Örjan Kihlström        | Daniel Redén          | 1,86  | 1.10,0 | Gio Cash           | B.A.Superhero    |
| 2022 | Callmethebreeze    | Andréa Guzzinati       | Philippe Allaire      | 1,62  | 1.10,2 | Invictus Madiba    | Devils Tongue    |
| 2021 | Sister Sledge      | Örjan Kihlström        | Daniel Redén          | 1,76  | 1.09,1 | Bepi Bi            | Henry Flyer Sisu |
| 2020 | Ecurie D.          | Erik Adielsson         | Frode Hamre           | 1,93  | 1.09,2 | Click Bait         | Ultion Face      |
| 2019 | Missle Hill        | Örjan Kihlström        | Daniel Redén          | 7,57  | 1.11,0 | Evaluate           | Fun Quick        |
| 2018 | Giveitgasandgo     | Erik Adielsson         | Frode Hamre           | 1,80  | 1.09,5 | King On The Hill   | Lexus Dream      |
| 2017 | Love Matters       | Örjan Kihlström        | Daniel Redén          | 3,66  | 1.10,0 | Diamanten          | Dreammoko        |
| 2016 | Pinkman            | Yannick Gingras        | Jimmy Takter          | 1,93  | 1.09,9 | Uncle Lasse        | Divisionist      |
| 2015 | Al Dente           | Örjan Kihlström        | Catarina Lundström    | 2,82  | 1.10,6 | Sylvester America  | M.T.James        |
| 2014 | Corky              | Johnny Takter          | Jimmy Takter          | 8,81  | 1.10,4 | Charrua Forlan     | Express Duo      |
| 2013 | Pascia' Lest       | Enrico Bellei          | Holger Ehlert         | 4,24  | 1.10,5 | Pablo di Jesolo    | Digital Ink      |
| 2012 | Panne de Moteur    | Örjan Kihlström        | Stefan Hultman        | 3,70  | 1.10,9 | VC Chocoholic      | Disco A.E.       |
| 2011 | Orecchietti        | Örjan Kihlström        | Stefan Hultman        | 3,07  | 1.10,7 | Blacktuxwhitesocks | Glideable Volo   |
| 2010 | I Won't Dance      | Erik Adielsson         | Stig H. Johansson     | 2,96  | 1.12,5 | Zyrano Boko        | Main Wise As     |
| 2009 | Reven d'Amour      | Fredrik B. Larsson     | Henrik Larsson        | 7,72  | 1.11,0 | Smoking Gun        | Nu Pagadi        |
| 2008 | Harpers Joker      | Björn Goop             | Dan-Åke Olsson        | 4,18  | 1.11,5 | Willem W Boko      | Rune             |
| 2007 | Benny Palema       | Åke Svanstedt          | Åke Svanstedt         | 3,41  | 1.12,8 | Ghiaccio Del Nord  | Jos Cortina      |
| 2006 | Frullino Jet       | Jorma Kontio           | Jerry Riordan         | 2,28  | 1.10,9 | Smooth Moves       | Jocose           |
| 2005 | Torvald Palema     | Joakim Lövgren         | Joakim Lövgren        | 2,42  | 1.12,2 | Citation           | Profit Ås        |
| 2004 | Daguet Rapide      | Jean-Pierre Dubois     | Maurizio Grosso       | 1,58  | 1.12,1 | Memphis du Rib     | Monty Mac        |
| 2003 | Calvin Capar       | Hans-Owe Sundberg      | Stefan Hultman        | 3,42  | 1.11,6 | Cirdan             | Likely Lad       |
| 2002 | From Above         | Örjan Kihlström        | Stefan Hultman        | 2,78  | 1.12,3 | Bartali Ok         | Carbondale       |
| 2001 | Legendary Lover K. | Steen Juul             | Steen Juul            | 2,21  | 1.12,2 | Seth Bowl          | Freiherr As      |
| 2000 | Americanese        | Thor Borg              | Trond Smedshammer     | 3,78  | 1.11,0 | Caramba Kosmos     | Royal Pine       |